# Flow (datorspel)
För andra betydelser, se Flow (olika betydelser).
Flow (stiliserat flOw) är ett indiespel skapat av Jenova Chen och Nicholas Clark. Det släpptes ursprungligen 2006 som ett gratis Flashspel och var Chens examensarbete, innan det omarbetades och gavs ut 2007 av hans spelstudio Thatgamecompany till Playstation 3. SuperVillain Studios släppte en Playstation Portable-version av spelet 2008 och utgåvor till Playstation 4 och Playstation Vita 2013.
I Flow styr spelaren en vattenlevande mikroorganism, som utvecklas genom att äta andra mikroorganismer, genom tvådimensionella nivåer. Speldesignen baseras på Chens forskning på University of Southern California inom så kallad dynamic difficulty adjustment, ett område som strävar efter att hitta en lagom svårighetsgrad för spelaren. Psykologen Mihaly Csikszentmihalyis teorier om flow var också en inspiration till spelet.
Flashversionen av Flow laddades ned 100 000 gånger inom loppet av två veckor efter dess utgivning och hade spelats över 3,5 miljoner gånger 2008. Spelets återutgivning på Playstation 3 var det mest nedladdade spelet på Playstation Network 2007 och vann priset för Best Downloadable Game på 2008 års Game Developers Choice Awards. Det nominerades i olika kategorier vid Academy of Interactive Arts & Sciences och på British Academy of Film and Television Arts (BAFTA). Recensenter hyllade ljudet och den visuella stilen i Flow, men uppmärksammade också enkelheten i spelupplägget; flertalet ansåg det vara mer av ett konstverk än ett spel.

## Spelupplägg

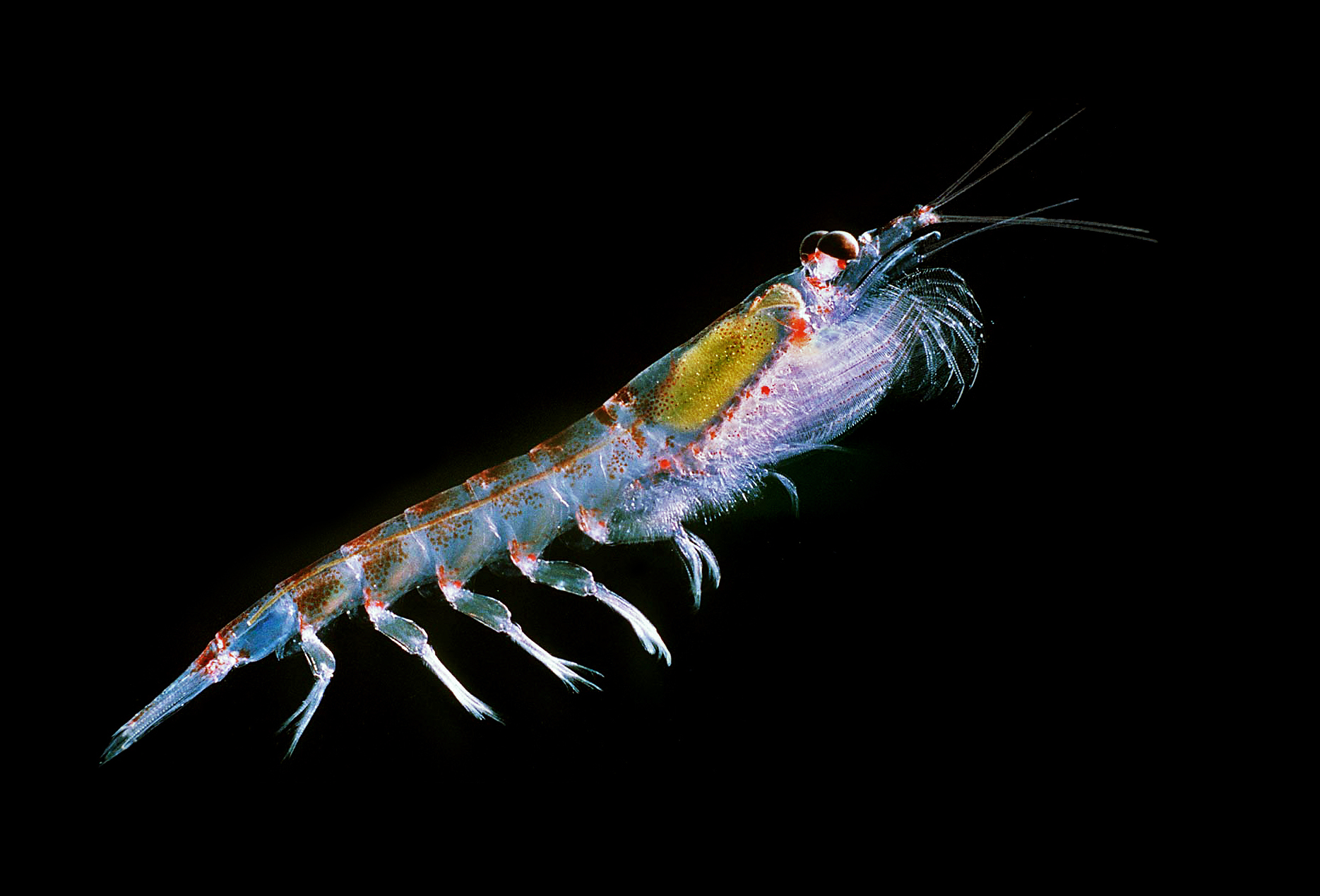
I Flow kontrollerar spelaren diverse vattenlevande mikroorganismer

I Flow navigerar spelaren en liten mask- eller ormliknande varelse genom en vattenmiljö. Det finns inga menyer eller riktlinjer och spelet tar sin början med detsamma. Spelvärlden, som är sedd ovanifrån, består av tvådimensionella plan eller nivåer som är staplade på varandra. En suddig bild av lagret under syns i bakgrunden på varje plan. De olika nivåerna innehåller organismer av varierande storlek och varelsen som spelaren kontrollerar försöker automatiskt äta upp dem om de kommer nära. Majoriteten av dessa organismer är passiva och består av celler som utökar den spelarstyrda varelsens storlek när dessa blir uppätna. Alla nivåerna, utom den översta och understa, innehåller speciellt färgade organismer som vid beröring förflyttar spelarens varelse upp eller ner ett plan.
På vissa nivåer finns aggressiva varelser som försvinner när alla deras delar blivit uppätna av spelarens varelse, men som kan återbilda sin kropp genom att konsumera den spelarstyrda varelsens delar. Dessa fientliga organimser frigör många celler när de dödas som kan återställa hälsan på spelarens varelse, tillfälligt öka storleken på dess mun, eller orsaka dekorativa utväxter. Spelaren behöver inte förtära de olika organismerna utan kan färdas till högre eller lägre plan när som helst. Om spelaren besegras av aggressiva varelser resulterar detta inte i döden, utan istället flyttas spelarens varelse till ett högre plan. I Flashutgåvan kan spelaren spela om spelet med en manetliknande organism genom att besegra en fientlig varelse på den nedersta nivån. Om spelaren når nivån igen återfinns den ursprungliga mask-liknande varelsen där som, om den besegras, startar om spelet i dess skepnad. 

### PlayStation-versionerna
Versionen till PS3 innehåller förbättrade visuella effekter och tre andra spelbara organismer. En som kan förflytta sig med hastiga rörelser, en som kan paralysera andra varelser, och en som gör utfall mot bytets svaga punkt. Maskvarelsen från originalutgåvan möjliggjorde snabbare förflyttning, medan maneten här kan generera virvlar som drar till sig mindre varelser. Dessa specialrörelser aktiveras genom att trycka ner valfri knapp på kontrollen. När spelaren når det nedersta planet med var och en av varelserna låses nästa varelse upp och blir valbar i början på den kommande spelrundan. PS3-utgåvan erbjuder ett flerspelarläge för upp till fyra spelare. Spelare kan när som helst ansluta sig till påbörjade spelomgångar och spelare kan styra olika varelser om de så önskar. Versionen till Playstation Portable innehåller alla detaljer som introducerades till PS3, men har en minskad yta på varje plan. Den 20 november 2007 fick utgåvan till PS3 en add-on som tillät spelare att ansluta sig till ett flerspelarläge med sina varelser. Paketet inkluderade också nya fiender, typer av mat och en spelbar varelse med en sköldfunktion.

## Utveckling

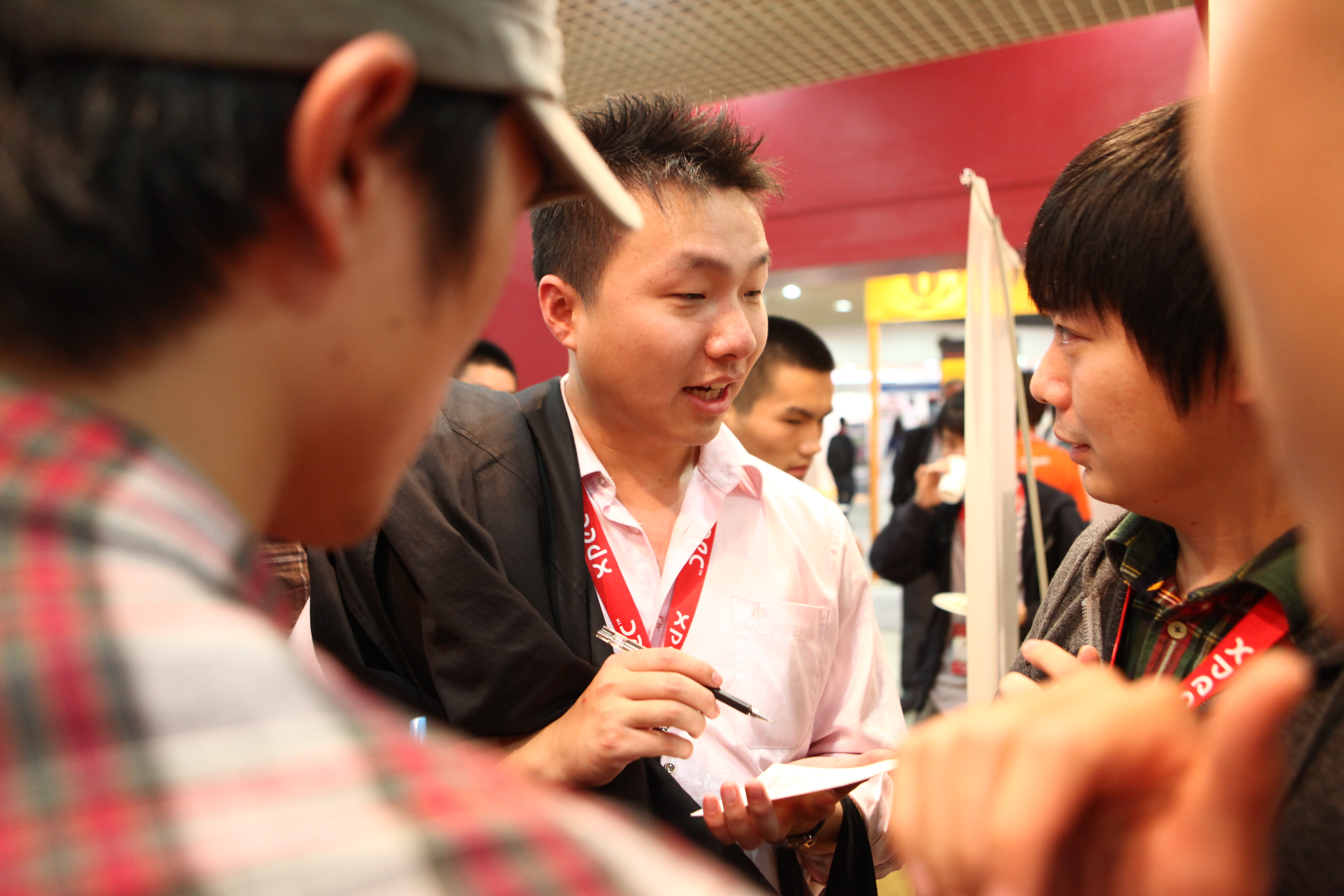
Spelutvecklaren Jenova Chen, 2011.

Flow utvecklades från början som en del av Jenova Chens examensarbete på Interactive Media Program vid University of Southern California. Hans fokus låg på begreppet dynamic difficulty adjustment (DDA), en företeelse där spelet justeras efter spelarens handlingar. Han illustrerade sina idéer med Flow som han skapade tillsammans med Nicholas Clark. Chen implementerade DDA genom att få spelaren att ändra spelets svårighetsgrad undermedvetet; han tillät spelaren att fritt dyka mellan nivåer och erbjöd valet att äta eller inte äta varelser. Spelare kunde besluta sig för att skynda neråt eller växa sig starkare innan kraftfulla fiender attackeras. Chen beskrev Flow som "ett simpelt spel. Det är det enklaste testet av aktivt DDA." En annan influens för spelet var psykologen Mihaly Csikszentmihalyis arbete kring begreppet flow där en person helt och fullt går in i en aktivitet och får en känsla av energiskt fokus. För att uppnå detta tillstånd måste personen eller spelaren ha kontroll över aktiviteten; Chen ansåg att hans teori kring DDA gav spelaren den kontroll som krävdes för att uppnå flow under spelets gång.
Efter två månaders utveckling, där Chen och Clark lärde sig programmera med Flash, släpptes spelet i mars 2006. Spelets soundtrack komponerades av Austin Wintory. En version till PS3 utannonserades i maj samma år och gavs ut i februari 2007. Chen hade vid den tidpunkten tagit examen och grundat Thatgamecompany som framställde utgåvan till PS3. Nicholas Clark var en av de anställda och blev versionens speldesigner. Sony imponerades av Flow och tillhandahöll Thatgamecompany finansiella medel, fler medarbetare och erbjöd dem ett kontrakt över tre spel där PS3-versionen av Flow skulle vara det första av dessa. Chen trodde inledningsvis att versionen kunde slutföras på fyra månader och bli klar till lanseringen av PlayStation Network i november 2006. När det slutligen släpptes i februari 2007 innehöll det emellertid bara "hälften av den ursprungliga designen".
En utgåva till PlayStation Portable, utvecklat av SuperVillain Studios, gavs ut i mars 2008. Företaget kodade om det helt eftersom PS3-versionens kod och design var för specifik för plattformen för att kunna återanvändas. Add-on-paketet på PS3-utgåvan utvecklades också av SuperVillain. Thatgamecompany var inte involverat i utvecklingen av något av projekten, undantaget vissa aspekter av designen, eftersom de var upptagna med deras kommande spel, Flower. Sony Santa Monica skapade porteringar av PS3-spelet till Playstation 4 och Playstation Vita som släpptes i november 2013, för att synka med utgivningen av PS4. Trots att inget album med musik specifikt släppts för Flow, gav Austin Wintory 2012 ut Journey Bonus Bundle, ett album enbart tillgängligt för nedladdning på Bandcamp. Det innehöll låtversioner av soundtracken från Flow och Journey, ett PS3-spel från 2012 av Thatgamecompany.

## Mottagande
| Mottagande      | Mottagande                                                                              |
| Samlingsbetyg   | Samlingsbetyg                                                                           |
| Tjänst          | Betyg                                                                                   |
| --------------- | --------------------------------------------------------------------------------------- |
| Gamerankings    | 72.05% (21 recensioner) (PS3) 71.86% (7 recensioner) (PS4) 68.60% (5 recensioner) (PSP) |
| Metacritic      | 71/100 (22 recensioner) (PS3) 71/100 (9 recensioner) (PS4)                              |
| Recensionsbetyg |                                                                                         |
| Publikation     | Betyg                                                                                   |
| Eurogamer       | 7/10                                                                                    |
| Gamespot        | 7.1/10 (PS3) 7.0/10 (PSP)                                                               |
| IGN             | 7.6/10                                                                                  |
| Videogamer.com  | 8/10                                                                                    |

Flashversionen av Flow laddades ned 100 000 gånger inom två veckor efter dess utgivning. I juli 2006 hade det laddats ned 650 000 gånger och i februari 2008 hade det spelats över 3,5 miljoner gånger. Återutgivningen på PS3 var det mest nedladdade spelet på PlayStation Network 2007. Flow nominerades i kategorierna Innovation Award och Best Debut på 2008 års Game Developers Choice Awards och medverkade inom Best Downloadable Game. Spelet nominerades för Best Downloadable Game of the Year vid Academy of Interactive Arts & Sciences Interactive Achievement Awards 2008, och för priset Best Innovation vid 2007 års BAFTA (British Academy of Film and Television Arts). Musiken i Flow fick nomineringar för Best Interactive Score och Most Innovative Use of Audio från Game Audio Network Guild, och Austin Wintory vann priset Rookie of the Year. Flow var finalist 2007 på Slamdance Guerrilla Games Competition men drog sig tillbaka, liksom flera andra finalister, sedan spelet Super Columbine Massacre RPG! togs bort från tävlan. 2011 valdes Flow, via en omröstning bland 240 bidrag, ut som ett av 80 spel till att 2012 medverka i utställningen "The Art of Video Games" på Smithsonian American Art Museum i Washington, D.C..
Flow fick blandade recensioner från kritiker som fokuserade på spelets PS-versioner. Det visuella och presentationen var de mest hyllade elementen, IGNs Chris Roper kallade de "en av Flow's största styrkor". Alex Navarro på Gamespot höll med och sa att det var "svårt att argumentera mot estetiken"; han berömde användandet av färg, designen av varelserna och det dynamiska soundtracket. Will Freeman på VideoGamer.com beskrev det som "attraktivt och elegant", och gjorde spelet "oerhört tillfredsställande att leka med". Webbsajten Eurogamers Richard Leadbetter framhöll att spelets huvudsakliga syfte var att "se bra ut" och "låta coolt".
Recensenterna hade olika åsikter om spelupplägget; Roper sade att "enbart se vad som hände sen" var njutbart, men erkände att spelets aktiviteter var begränsade bortom denna aspekt. Leadbetter gick längre och skrev att Flow "känns som en teknisk demonstration på många sätt", och att dess lilla mängd faktiska spelande primärt fanns "för att agera som en reseledare" genom det visuella och ljudet. Freeman sade att "det skulle inte vara orättvist att beskriva Flow som tomt och utan substans"." Navarro avslutade med att Flow var njutbart för de få timmar det behövdes för att klara det, men att det saknade "en varaktig spelupplevelse"; han förklarade detta med spelets "starka betoning på estetiken framför spelandet". Luke Mitchell på PALGN kände däremot att "något mer komplicerat skulle ta bort den vänliga naturen hos en upplevelse av det här slaget".
Kritikerna fann spelet på det stora hela icke utmanande. Roper menade att "det finns faktiskt ingen typ av utmaning här", i synnerhet sett till spelarens karaktärs oförmåga att dö; Leadbetter summerade spelets svårighetsgrad som "försumbar". När Justin Calvart på Gamespot recenserade versionen till PlayStation Portable, tyckte han däremot att "spelets svårighetsgrad skiftar mästerligt för att matcha din skicklighetsnivå", så att det inte blir för "frustrerande". Recensenterna avvisade generellt sett flerspelarläget. Calvart sade att "vad det än är, är det inte bra". Leadbetter kallade PS3-versionens flerspelarläge "lite mer än en eftertanke", medan Navarro sade att det "inte adderar en gnutta djup till upplevelsen".
Recensenterna såg allmänt Flow mer besläktat med ett konstverk än med ett spel. Navarro kallade det ett "konstnärligt stycke spel", och lovordade och sade att det hade "vibben av ett konstskoleprojekt". Leadbetter trodde att det var mer ett experiment än ett traditionellt spel, och beskrev det som en "trippad utsmyckning". Freeman kallade det för PS3:s "första arthouse-titel". Roper sammanfattade Flow som "inte så mycket ett spel som det är en upplevelse", och Mitchell vidhöll att det "försöker göra någonting fullständigt unikt och experimentellt, och sett till det, lyckas det".